# برينت هاندلر
برينت هاندلر (بالإنجليزية: Brent Handler)‏ هو رائد أعمال أمريكي، ولد في 21 أكتوبر 1969 في دنفر في الولايات المتحدة.